# Нуакшот (аэропорт)
Международный аэропорт Нуакшота (ИКАО: GQNN) (араб. مطار نواكشوط الدولي‎) — бывший аэропорт, располагавшийся в столице Мавритании, Нуакшоте. Аэропорт был закрыт в июне 2016 года после открытия нового аэропорта Нуакшот-Умтунси, расположенного в 25 км (16 миль) к северу от города. До декабря 2010 года аэропорт обслуживал Mauritania Airways, которая базировалась на аэродроме до его закрытия.

## Происшествия и инциденты
12 июля 2012 года самолёт Harbin Y-12 разбился при попытке взлёта из международного аэропорта Нуакшот. Погибли семь человек, находившихся на борту. Самолёт принадлежал канадской золотодобывающей компании «Kinross Gold», перевозившей золото из рудника Tasiast Gold Mine. Причина падения неизвестна, но свидетели заявили, что самолёт загорелся ещё до того, как упал. 
26 августа 2010 года британский Boeing 757 был вынужден приземлиться в столице Мавритании после того, как один из его двигателей загорелся. Пилот перевозившего 108 пассажиров самолёта заметил, что один из двигателей загорелся, и сразу же связался с диспетчерской службой, позволившей совершить посадку. Самолёт, летевший из столицы Сьерра-Леоне Фритауна, направлялся в Лондон. Пострадавших нет, пожар был потушен пожарными, прибывшими в аэропорт.